# Зморшок степовий
Зморшок степовий (Morchella steppicola Zerova) — гриб роду зморшок родини зморшкових (Morchellaceae).

## Будова
Шапинка 2-5,5 см у діаметрі (зрідка значно більша), куляста, приплюснуто-куляста, широкояйцеподібна, неправильноовальна, звивисто-складчасто-ніздрювата, жовтувато- або сіруватобурувата, сірувато-коричнювата, з однією або кількома (до чотирьох) ізольованими камерами. Аски 8-спорові, циліндричні, до 200 мкм завдовжки, 17-21 мкм у діаметрі. Парафізи безбарвні, з розширеними верхівками.
Спори еліпсоподібні, світложовтувато-буруваті, 17-20,7(23) Х 9,5-14(15-16) мкм.
Ніжка 0,8-1,5 см завдовжки, 1,2-3,3 см завтовшки, сірувато, горбкувато-зморшкувата.
М'якуш білий, з приємним запахом.

## Поширення та середовище існування
Росте у цілинних степах, в Україні, Молдові, РФ, в Центральній Азії (Туркменистан, Казахстан, Узбекистан, Таджикистан), навесні у травні — на початку червня. Часто поширюється на степових згарищах.

## Галерея

Зморшок степовий (Morchella steppicola) із Центрального Степу України
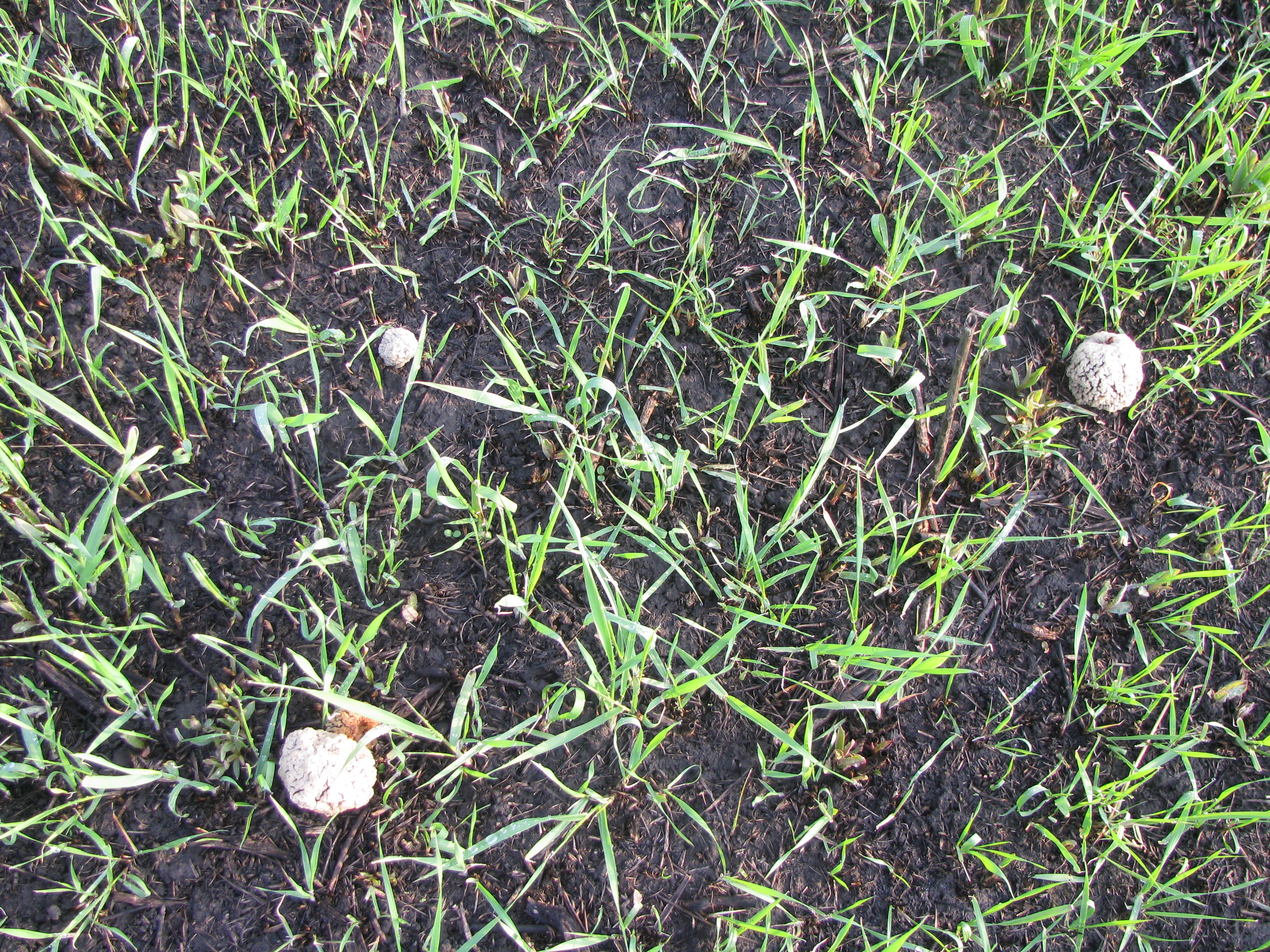
Гриби на степовому згарищі
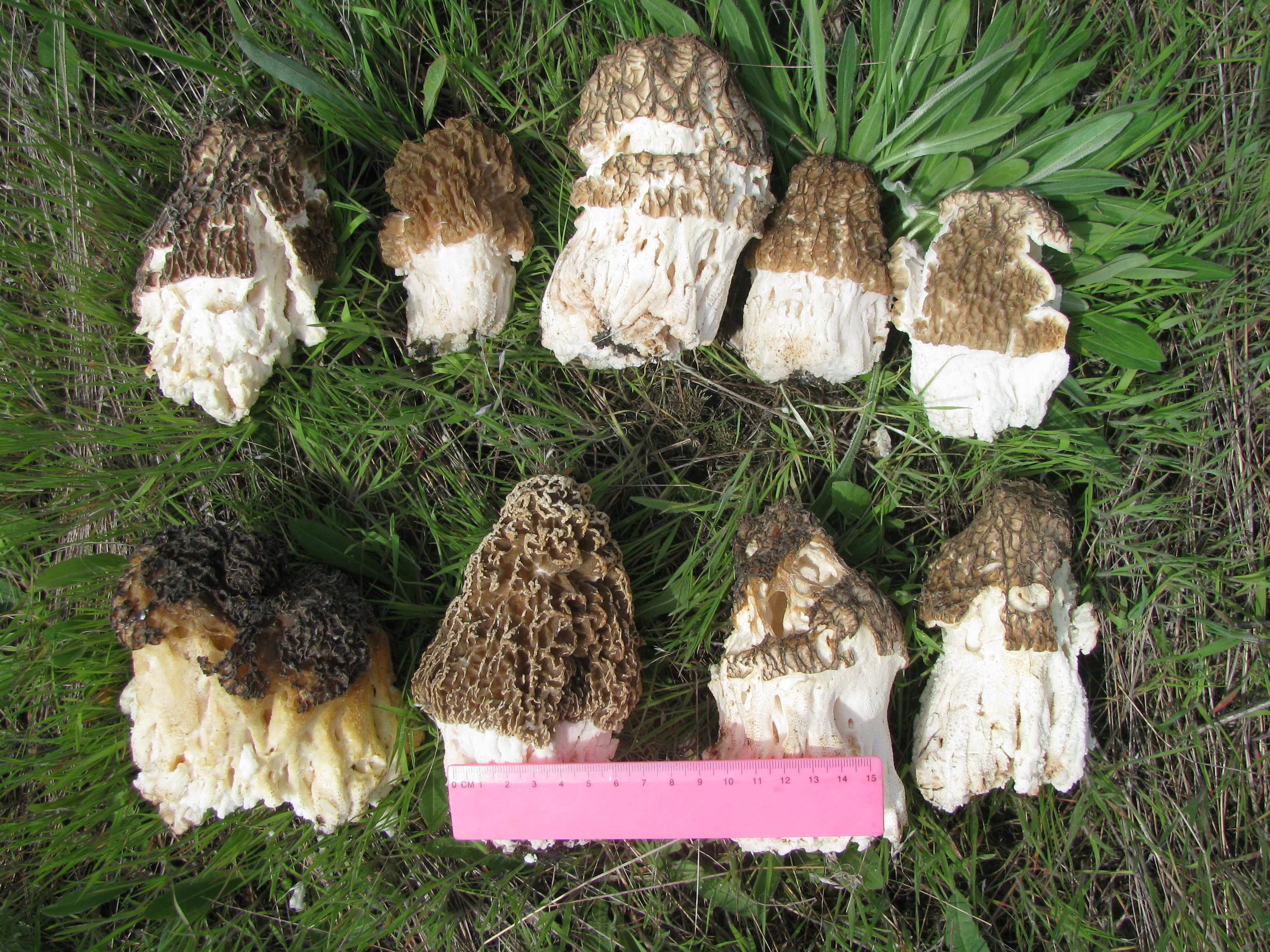
Різний вік, форма і забарвлення
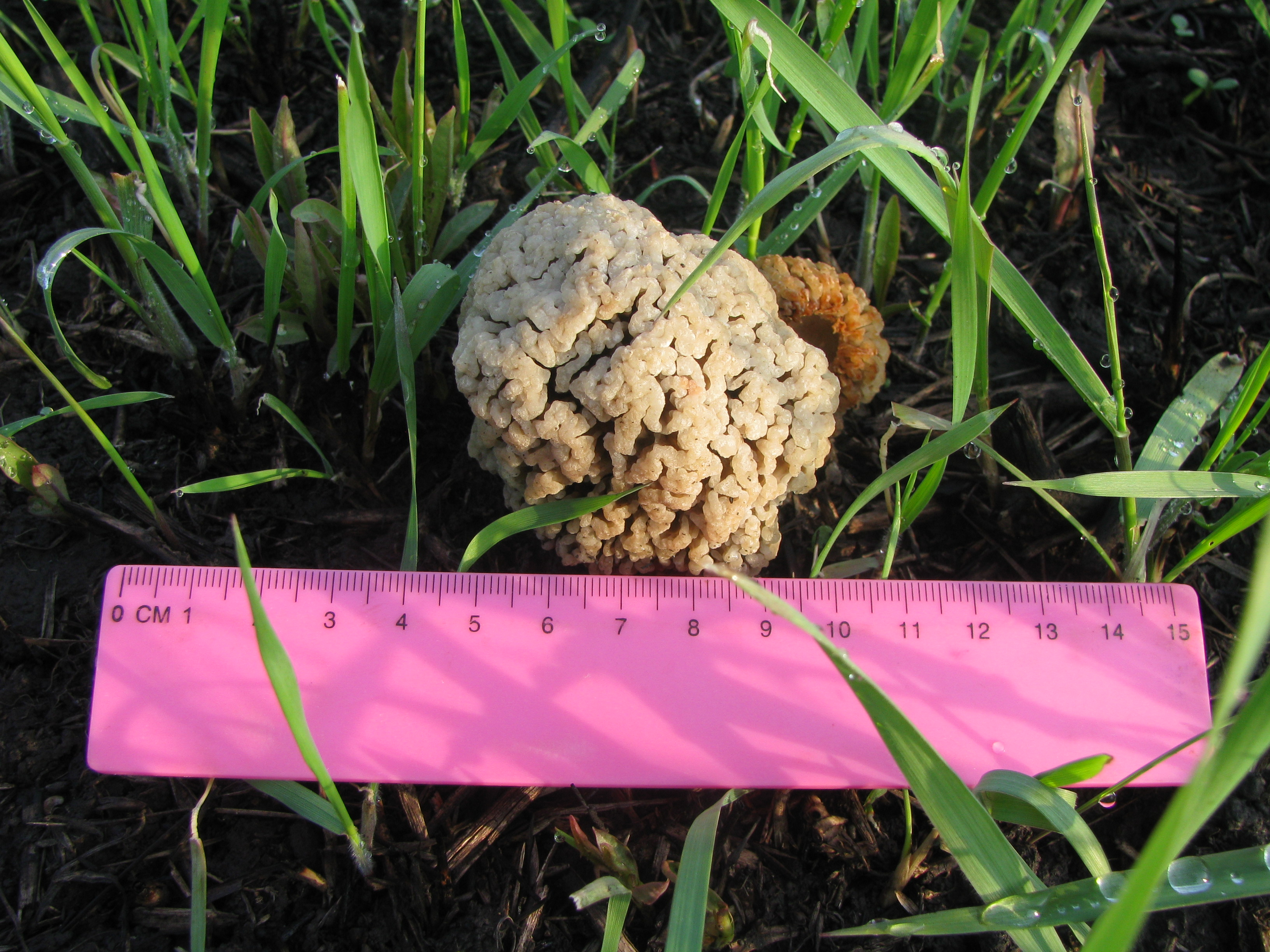
Вигляд гриба зверху
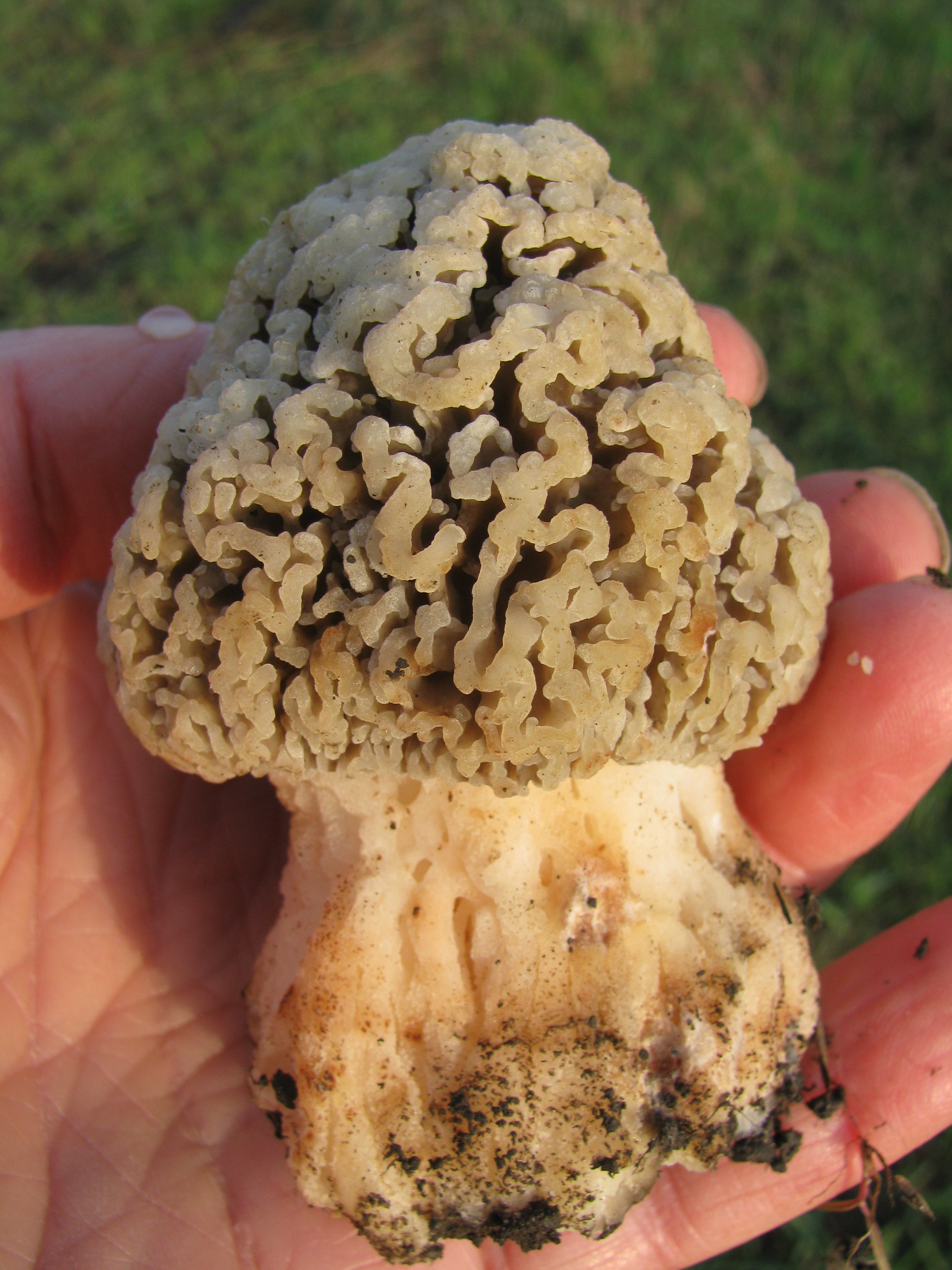
Типовий розмір гриба
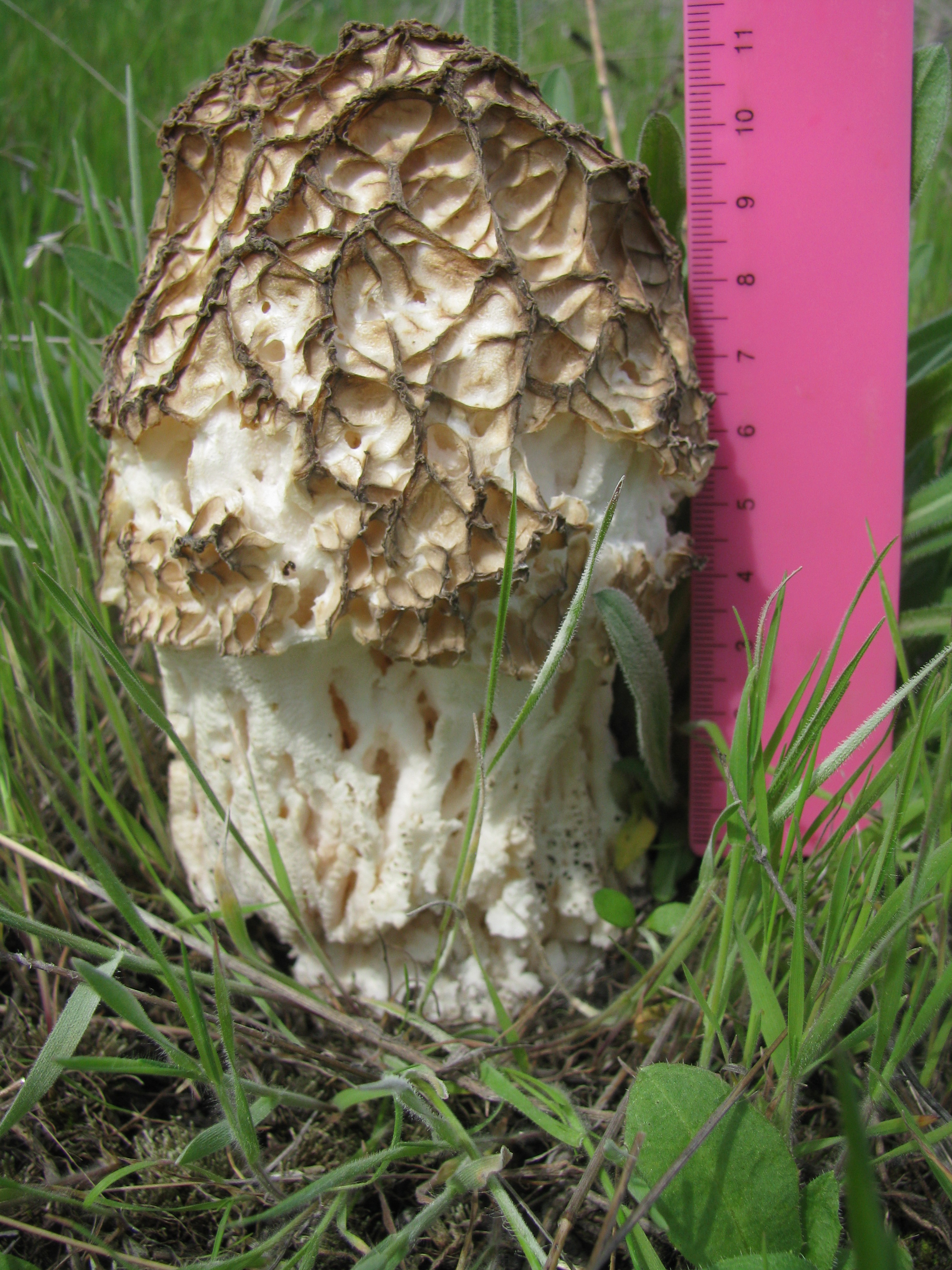
Гриб у траві
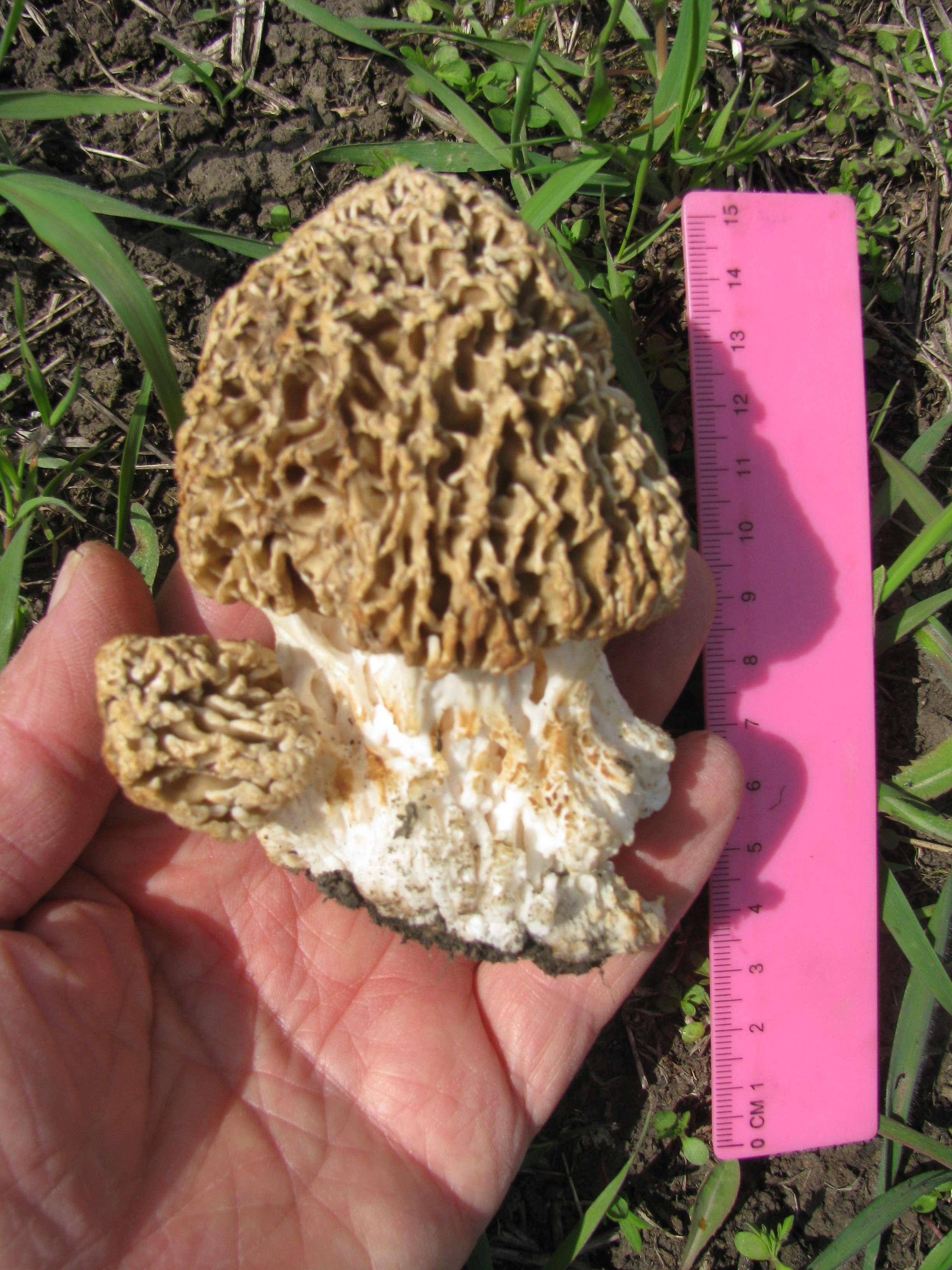
Гриби "близнятка"

## Практичне використання
Умовно їстівний гриб. Вживають у їжу лише після відварювання (відвар вилити!); тушкують, сушать.
Був внесений до Червоної книги України, але виключений з четвертої редакції від 24 березня 2021 року.